# 自由熊基金
自由熊基金是澳大利亚一家从事野生动物保护的慈善机构。该基金是Mary Hutton在1993年观看了一部记录熊被关在狭小的笼子中进行取胆的纪录片后创建的。该基金会于1995年3月23日注册为非盈利慈善组织。 该基金会支持在柬埔寨、印度、印度尼西亚、老挝、泰国和越南的动物福利项目, 救援和收容亚洲黑熊、马来熊和懒熊。